# Otto Steinhäusl

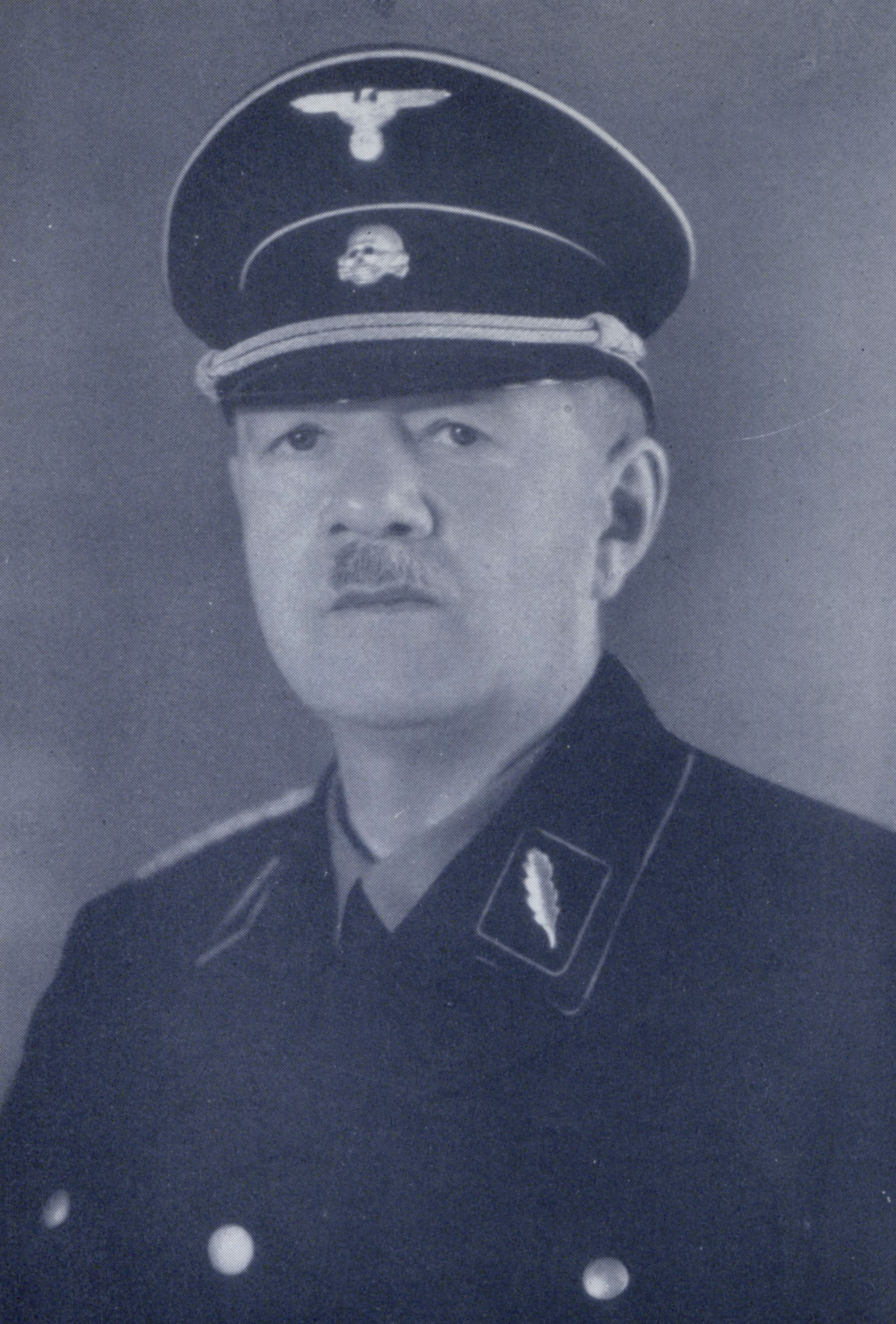
Otto Steinhäusl in der Uniform eines SS-Standartenführers, 1939

Otto Steinhäusl (* 10. März 1879 in Budweis, Böhmen; † 20. Juni 1940 in Wien) war ein österreichischer Polizeibeamter und SS-Führer, der zur Zeit des Nationalsozialismus Polizeipräsident von Wien war. 

## Leben
Steinhäusl war der Sohn eines k.u.k. Oberleutnant-Rechnungsprüfers. Er besuchte das Gymnasium in Salzburg und Klagenfurt. Ab 1898 studierte er Jus an der Universität Wien und trat der Wiener akademischen Burschenschaft Moldavia bei. 1902/03 diente er beim Infanterieregiment 17 als Einjährig-Freiwilliger. Er promovierte 1905 zum Doktor der Rechte. 1906/07 absolvierte er das Gerichtsjahr, anschließend war er Konzeptspraktikant bei der Polizeidirektion Wien. 1911 wurde er nach Mährisch-Ostrau versetzt und baute dort den Sicherheitsdienst auf. Für seinen Beitrag zur Enttarnung von Oberst Redl erhielt er das Goldene Verdienstkreuz.
Er kehrte 1913 nach Wien zurück und wurde 1915 zum Polizeikommissär befördert. Während des Ersten Weltkrieges arbeitete er im Evidenzbüro der Spionageabwehr Österreich-Ungarns. 1919 wurde er zum Polizeioberkommissär befördert und 1921 zum Polizeirat. 1922 wurde er provisorischer Leiter der Bundespolizeidirektion Salzburg, später Polizeidirektor. 1931 wurde er ins Wiener Polizeipräsidium berufen, ab 1932 war er Leiter des Sicherheitsbüros. Ab 1933 leitete er die kriminalpolizeiliche Approbationsgruppe.
Großdeutsch eingestellt, engagierte sich Steinhäusl aber nicht offen für die NSDAP. Er wusste jedoch vom geplanten Juliputsch, war aber anscheinend von dessen Gelingen nicht sonderlich überzeugt „und verhielt sich ausgesprochen zögerlich.“ Ein Treffen mit dem von den Putschisten als Bundeskanzler vorgesehenen österreichischen Gesandten in Italien, Anton Rintelen, lehnte er im Vorfeld des Putsches ab. Ebenso weigerte er sich, die ihm von diesen zugedachte Führung der Polizeidirektion zu übernehmen, solange für ihn von Rintelen keine Bestellungsurkunde vorlag. Da Rintelen während des Putsches ähnlich zurückhaltend wie Steinhäusl agierte, wurde diese Urkunde allerdings nie ausgestellt. Noch während des Putsches, am 25. Juli 1934, wurde Steinhäusl verhaftet und am 20. Dezember 1935 wegen Vernachlässigung der Dienstpflichten zu sieben Jahren schweren Kerkers verurteilt. Sein während seines Prozesses vorgegebenes Unwissen beeindrucke niemanden, da seine häufigen Kontakte zu einem wichtigen Informanten der Putschisten in seiner Dienststelle nicht verborgen geblieben waren. Bereits 1936 wurde Steinhäusl aufgrund des Juliabkommens aber wieder entlassen. Interessant hinsichtlich Steinhäusls NS-Affinität ist auch, dass Humbert Achamer-Pifrader und Rudolf Mildner ihre kurze Laufbahn als Polizeijuristen bei ihm begannen.
Nach dem „Anschluss Österreichs“ wurde Steinhäusl zum 12. März 1938 in die SS als Standartenführer übernommen (SS-Nummer 292.773) und erreichte dort zum 25. Juli desselben Jahres den Rang eines SS-Oberführers. Einen Tag vor dem „Anschluss Österreichs“ wurde er auf Initiative Kaltenbrunners als Nachfolger des abgesetzten Michael Skubl kommissarisch zum Polizeipräsidenten von Wien bestellt, wobei er keine unmittelbare Befehlsgewalt über Kriminalpolizei und Gestapo hatte. Damit wurde Steinhäusl im April 1938 auch Nachfolger Skubls als Präsident der Internationalen Kriminalpolizeilichen Kommission. In dieser Zeit betrieb er eine Personalpolitik, bei der es vor allem darum ging, Reichsdeutsche in der Wiener Polizei zu verhindern und stattdessen nach Möglichkeit die zuvor tätig gewesenen österreichischen Beamten wieder zu übernehmen. Am 18. Januar 1940 wurde Steinhäusl offiziell zum Polizeipräsidenten ernannt. Nach längerer krankheitsbedingter Abwesenheit vom Dienst verstarb er am 20. Juni 1940 an den Folgen einer Krebserkrankung. Er wurde am Grinzinger Friedhof bestattet. Das Grab ist bereits aufgelassen.